# Qualificazioni al campionato mondiale femminile di calcio 2023
Questa voce raccoglie un approfondimento sulle gare di qualificazione alla fase finale del campionato mondiale femminile di calcio 2023.

## Formula
Al campionato mondiale femminile di calcio 2023 il numero di squadre partecipanti venne aumentato da 24 a 32, quindi la distribuzione dei posti per le sei confederazioni venne revisionata e ufficializzata dalla FIFA il 24 dicembre 2020.
- AFC (Asia): 6 posti (incluso il posto dell'Australia),
- CAF (Africa): 4 posti,
- CONCACAF (Centro e Nord America, Caraibi): 4 posti,
- CONMEBOL (Sud America): 3 posti,
- OFC (Oceania): 1 posto (incluso il posto della Nuova Zelanda),
- UEFA (Europa): 11 posti,
- Play-off: 3 posti.

## AFC
Partecipano:
- 31 squadre.

Si qualificano:
- 6 squadre.

- Australia
- Giappone
- Corea del Sud
- Cina
- Filippine
- Vietnam

## CAF
Partecipano:
- 44 squadre.

Si qualificano:
- 4 squadre.

- Zambia
- Marocco
- Nigeria
- Sudafrica

## CONCACAF
Si qualificano:
- 4 squadre.

- Stati Uniti
- Canada
- Costa Rica
- Giamaica

## CONMEBOL
Si qualificano:
- 3 squadre.

- Colombia
- Brasile
- Argentina

## OFC
Si qualifica:
- 1 squadra.

- Nuova Zelanda

## UEFA
Partecipano 51 squadre.
Si qualificano 11 squadre:
- Svezia
- Spagna
- Francia
- Danimarca
- Norvegia
- Germania
- Inghilterra
- Italia
- Paesi Bassi
- Svizzera
- Irlanda

## Play-off
Gli ultimi tre posti al campionato mondiale femminile di calcio 2023 saranno decisi attraverso un torneo play-off a dieci squadre. Il torneo sarà utilizzato come evento di prova per la Nuova Zelanda da ospitare prima della Coppa del Mondo femminile. La Nuova Zelanda e un'altra nazionale parteciperanno a partite amichevoli contro le squadre del Gruppo 1 e del Gruppo 2, garantendo così che tutte le squadre giochino due partite del torneo.
Nel sorteggio degli spareggi, quattro squadre saranno divise in gironi in base al ranking mondiale femminile FIFA, con un massimo di una testa di serie per confederazione. Le squadre della stessa confederazione non saranno sorteggiate nello stesso girone. La vincitrice di ogni girone si qualificherà per la Coppa del mondo femminile.